# Bureschiana drenskii
Bureschiana drenskii es una especie de escarabajo del género Bureschiana, familia Leiodidae. Fue descrita por Guéorguiev, V. B. en 1963.

## Distribución
Se encuentra en Bulgaria.